# Teodosio de Goñi
Teodosio de Goñi va ser un cavaller que va viure a la vall de Goñi, Navarra, al principi de l'Edat Mitjana entre finals del segle VII i principis del VIII, que va ser buruzagi (cap, en euskera) de la comarca.
Aquest personatge està situat entre la història i la llegenda, i va ser el fundador del Santuari de Sant Miquel d'Aralar. Sent la seva existència certa, és l'origen de la seva fundació el que pren caràcter mític ja que al voltant d'això hi ha una llegenda que degué tenir lloc al voltant de l'any 707 i hi apareixen personatges mitològics. Al santuari de Sant Miquel d'Aralar, encara s'hi poden veure les cadenes que suposadament va portar Teodosio de Goñi.

## Llegenda

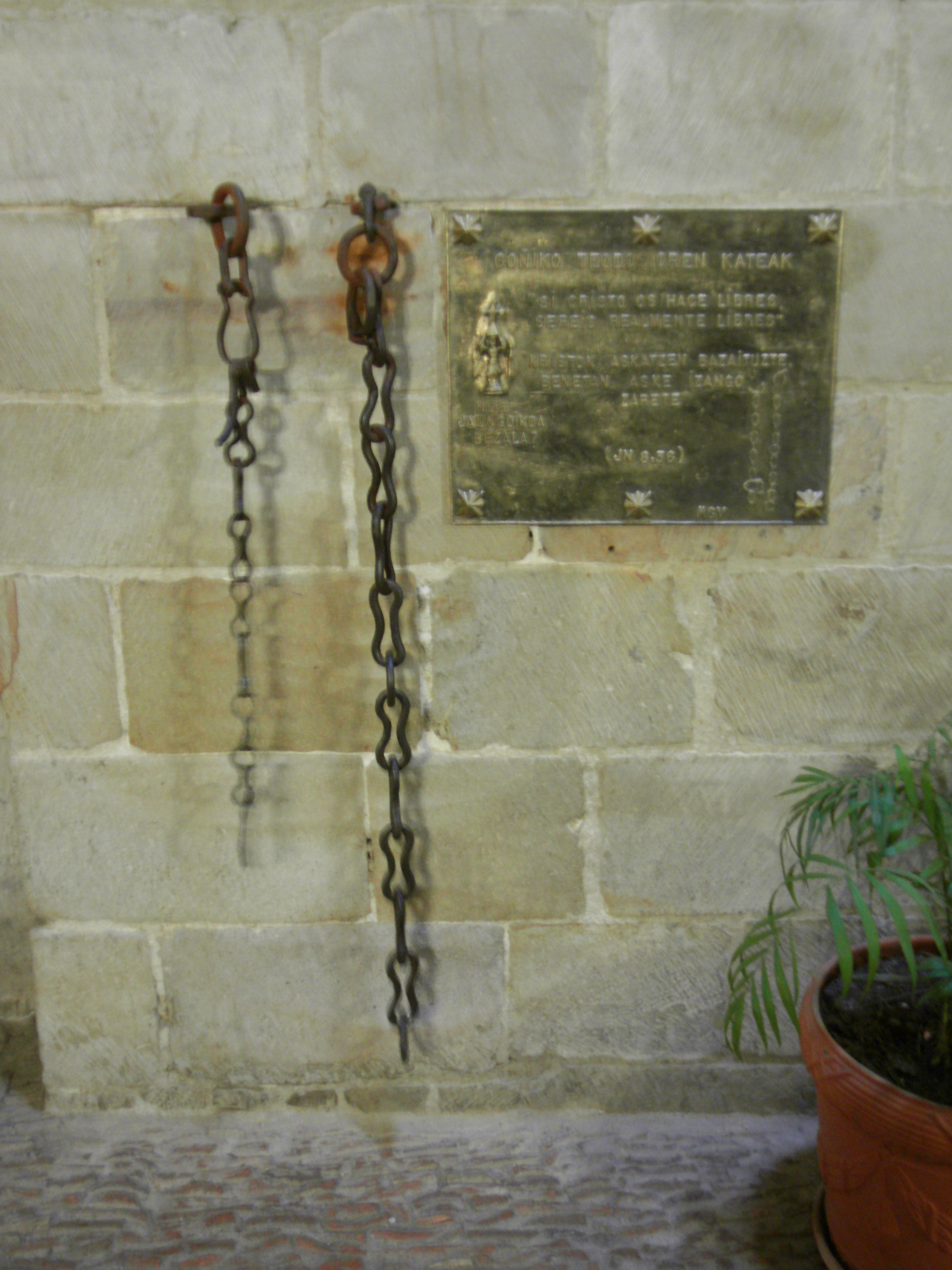
Cadenes que suposadament va portar Teodosio de Goñi, les quals es conserven al Santuari de Sant Miquel d'Aralar.

A Navarra, l'any 707, vivia a la vall de Goñi, un cavaller anomenat Teodosio, casat amb Constança de Butrón.
Poc després de casar-se, Teodosio va haver d'abandonar casa seva per dirigir la lluita contra els àrabs. Constança va quedar sola al seu palau amb els pares de Teodosio, a qui va tenir la deferència de fer-los dormir a l'habitació senyorial, passant ella a una altra de més petita.
Quan Teodosio tornava victoriós al seu castell, se li va aparèixer el diable disfressat de Basajaun (Senyor dels Boscos), que li va fer creure que la seva dona l'enganyava amb un criat.
Teodosio, fora de si, es llança a galop cap a casa seva. A l'alba penetra al palau i es dirigeix decidit i enfurismat a la seva habitació matrimonial amb la daga desembeinada. Entra a l'alcova i apunyala retiradament les dues persones que dormien al llit, convençut que eren la seva dona i el seu amant.
Creient haver venjat el greuge, surt de casa i, esglaiat, es troba amb la seva dona que sortia llavors de missa. Aterrit, coneix que els que dormien al seu llit i els que havia assassinat eren els seus pares. Atemorit pel crim, va a Pamplona a demanar perdó al Bisbe, que, horroritzat, l'envia a Roma perquè sigui el mateix Papa qui l'absolgui del seu pecat. Teodosio, penedit, va de pelegrí a Roma i el Papa li dicta com a penitència a vagar per les terres d'Aralar amb unes pesades cadenes lligades a la cintura, fins que el desgast acabés per desprendre Teodosio de les cadenes. Això seria el signe inequívoc del perdó diví.
Explica la llegenda de l'existència d'un drac (Herensuge) que vivia en una de les nombroses coves de la serra d'Aralar. Aquest, solia atacar als pastors i vilatans de les rodalies i els habitants de Larraun, van decidir oferir una persona a l'any al drac, perquè no ataqués als altres. Teodosio, vagant per Aralar, va trobar el desafortunat, i va oferir la seva desgraciada vida per salvar la d'aquella persona.
Aquella nit, enmig d'una immensa tempesta, Teodosio va sentir uns espantosos estrèpits dins de la cova, i allí va aparèixer Herensuge amenaçant de devorar-lo. Teodosio, indefens, va caure de genolls i va implorar la protecció de Sant Miquel, exclamant Sant Miquel em valgui! .
En aquell moment, entre gran estrèpit, va aparèixer l'Arcàngel, que mostrant la creu sobre el seu cap va vèncer i matar el drac al crit de Qui com Déu! Nor Jaungoikoa bezala!
En aquell mateix moment, Teodosi va quedar lliure de les cadenes, perdonat per Déu, que li va donar una relíquia.
Ja lliure va tornar a casa de Goñi on l'esperava la seva dona. I tots dos, agraïts a Déu, van erigir un santuari a l'Arcàngel al capdamunt d'Aralar, al que van anomenar San Miguel in Excelsis.

## Recollida de la llegenda en obres literàries
La llegenda de Teodosio de Goñi és probable que tingui el seu origen en el moment d'apogeu del llinatge, el segle XVI. De fet, apareix recollida en una obra d'aquest segle on es descriuen les genealogies dels cognoms de la noblesa del regne.
Després són ja molts els autors que la recullen a les seves obres, com Esteban Garibay. En 1774 es recull per Francisco Tomás de Burgui, un professor de Teologia, en un llibre sobre San Miquel i el regne de Navarra en el títol del qual es llegeix " San Miquel d'Excelsis... com a proctor excels aparegut i adorat al Regne de Navarra. Llibre Segon, en què es representen la seva aparició i culte, la seva protecció i meravella, al cim de la Muntanya Aralar del Regne de Navarra, amb els succesos del seu afavorit devot Don Teodosio de Goñi. . ." .
La llegenda es farà famosa amb la seva inclusió a l'obra d' Amaya o els bascos al segle VIII, de Navarro Villoslada.
La novel·la de 2022 Vascons a la boira, de l'escriptor navarrès Javier del Valle desenvolupa el personatge de Teodosio de Goñi i la llegenda en el marc de l'últim regne got i la invasió de la península ibèrica pels musulmans l'any 711 dC